# Бычковы (деревня)
Бычковы — опустевшая деревня в Котельничском районе Кировской области в составе Биртяевского сельского поселения.

## География
Располагается на расстоянии примерно 7 км на север от райцентра города Котельнич.

## История
Была известна с 1671 года как починок Оверки Шапина и Тренки Ляпустина с 2 дворами, в 1764 уже починок Аверки Щепина с 47 жителями. В 1873 году здесь (починок Аверьки Шенина или Рычковщина) отмечено дворов 18 и жителей 114, в 1905 (деревня Аверки Щепина или Бычковы) 33 и 239, в 1926 (Бычковы или Аверьки Щепина) 43 и 240, в 1950 39 и 117, в 1989 году оставалось 5 человек. Настоящее название утвердилось с 1939 года.

## Население
Постоянное население  составляло 2 человека (русские 100%) в 2002 году, 0 в 2010.